# En avant de Guingamp (féminines)
Pour la section masculine, voir En avant Guingamp.
Pour les articles homonymes, voir EAG.
Maillots
Actualités
La section féminine de l'En avant de Guingamp est un club de football féminin français basé à Guingamp. Le club fut créé en 1973 sous le nom de Saint-Brieuc Sports Chaffoteaux, en tant qu'association sportive au sein de l'entreprise Chaffoteaux et Maury à Ploufragan.
L'équipe évolue dans le Championnat français de 1re Division depuis la fin des années 1980, quasiment sans discontinuité, ne visitant la division inférieure que lors de la saison 2005-2006 ; le club a connu une période faste à la fin des années 1980, empochant à son apogée en 1989 le titre de Champion de France. Il a subi depuis sa création de nombreux bouleversements institutionnels : il prit le nom Saint-Brieuc FF en quittant l'entreprise Chaffoteaux (1999-2003), puis Stade briochin lors de l'absorption de la section par le club de Saint-Brieuc (2003-2011), et enfin En avant de Guingamp - section féminine en intégrant le club professionnel guingampais.
L'équipe fanion du club, entraînée par Mathieu Rufié, participe en 2023-2024 au championnat de première division pour la 18e saison consécutive et évolue la plupart du temps à l'Akademi EAG à Pabu, mais à aussi l'occasion de jouer au stade de Roudourou à Guingamp lors de certaines affiches.

## Histoire

### Le Saint-Brieuc SC (1971-1999)

#### Les débuts (1971-1980)
Alors que le football féminin n'est reconnu officiellement par la Fédération française de football que depuis 1 an (29 mars 1970), Josette André et plusieurs de ses collègues, ouvrières dans l'usine de chauffe-eau de Chaffoteaux et Maury à Ploufragan, décident de créer une Association Sportive au sein de l’entreprise pour pratiquer le football. Elles ont pour la plupart découvert ce sport l'année précédente, lors d'un tournoi entre ateliers qui faisait suite à un pari. L'équipe féminine "corpo" inscrite à la Fédération sportive et gymnique du travail évoluera à 7 pendant deux ans, avant de s'affilier à la Fédération française de football pour participer à un championnat à 11 joueuses. Le club, dépendant du Comité d'Entreprise de Chaffoteaux et évoluant en parallèle à une section masculine (Union Sportive de Chaffoteaux), prendra le nom de Saint-Brieuc Sports Chaffoteaux et commencera son aventure dans le championnat régional de la Ligue de Bretagne.

#### La découverte de l'élite (1980-1986)
Les Costarmoricaines atteindront le Championnat national de Division 1 à la fin des années 1970, et ne quitteront plus l'élite pendant plus de deux décennies. En 1981, Josette André, bien que toujours joueuse, passe à la direction du club et occupe même pendant quelque temps le poste d'entraîneur, créant au passage l'une des premières écoles françaises de football féminin. De 1980 à 1986, l'équipe se rapproche progressivement de la première place du groupe composé des équipes de l'ouest de la France et se forge au fil des années deux rivalités durables : une en Bretagne avec le Stade quimpérois, et une autre dans le sud-ouest avec l'ASJ Soyaux, que les Briochines affrontent à de nombreuses reprises lors des phases éliminatoires. C'est d'ailleurs à 1 point derrière les Sojaldiciennes qu'elles échoueront dans leur quête des demi-finales lors de la saison 1985-1986.

#### L'apogée (1986-1992)
Emmené par l'emblématique Elisabeth Bougeard, dont le pied bot opéré à l'âge d'1 an n'empêche pas d'être une merveilleuse technicienne au milieu du terrain, le Saint-Brieuc SC atteint pour la première fois les demi-finales du Championnat de France en 1987, survolant sa poule du Nord-Ouest devant l'US Montfaucon, en ne concédant que 2 matchs nuls pour 12 victoires. Les demi-finales, qui se jouent alors en deux poules de 3, seront par contre très décevantes ; l'équipe s'incline à deux reprises face au FCE Le Neubourg (2-3) et au VGA Saint-Maur (1-2), tenant du titre et futur champion. Les Briochines atteignent également les demi-finales la saison suivante, en sortant le Toulouse OM en quart de finale, mais elles butent à nouveau face à l'ogre saint-maurien.
La troisième demi-finale sera la bonne. Lors de la saison 1988-1989, l'équipe entraînée par Yvan Le Quéré et comptant dans ses rangs plusieurs internationales françaises telles que Isabelle Le Boulch, Françoise Jézéquel, Anne Gouëzel ou Ghislaine Baron écarte sur sa route l'OS Monaco, puis le Poissy JSF, avant de s'offrir la première finale de Championnat de son histoire. Les Costarmoricaines retrouvent l'ASJ Soyaux en finale. Les deux équipes n'arrivent pas à se départager et le tableau d'affichage indique 2 buts partout à la fin du temps réglementaire (deux buts pour les Bretonnes inscrits par Isabelle Le Boulch et Françoise Jézéquel). Les deux équipes se départageront donc à la "loterie" des tirs-au-but, et ce sont les Briochines qui remportent finalement la mise (5 tab à 4).
Les deux saisons suivantes seront décevantes, les Bretonnes ne réussissent pas à défendre leur titre et échouent par deux fois au stade des quarts de finale face au futur vainqueur de l'épreuve : le VGA Saint-Maur en 1990, puis le FC Lyon en 1991. Pour la dernière saison où un tournoi clôt le Championnat de France (1991-1992), le Saint-Brieuc SC se hisse jusqu'en finale après des victoires face aux rivales sojaldiciennes puis lyonnaises. Il échoue cependant en finale face au FCF Juvisy, 3 buts à 2. Menées de 3 buts à 20 minutes de la fin, les Bretonnes en remontent deux en l'espace de trois minutes grâce à Isabelle Breton et Isabelle Le Boulch ; en vain, les Juvisiennes soulèvent finalement la coupe.

#### Un rôle d'arbitre (1992-1999)
Le passage à un championnat à une poule unique sera difficile pour les Briochines qui auront besoin de deux saisons d'adaptation pour rejouer les premières rôles, ayant perdu également des joueuses cadres telles que Ghislaine Baron après la finale de 1992. Elles terminent par deux fois loin des premières places, à des 8e et 7e places dangereusement proches de la zone de relégation.
De 1990 à 1998, le Championnat est dominé par deux équipes qui se partageront sans exception tous les titres : le FCF Juvisy et le FC Lyon. Mais dès la saison 1994-1995, le Saint-Brieuc SC retrouve une place d'arbitre, voire d'outsider pour le titre ; pendant cette période, le club finit régulièrement à de solides 4e et 5e places du classement final. L'équipe est alors spectaculaire et très offensive, terminant systématiquement dans les meilleures attaques du Championnat ; comme en 2000 où les Briochines finissent la saison avec la deuxième meilleure attaque derrière le Champion toulousain, avec 71 buts inscrits, mais 48 buts encaissés. Le point culminant de cette époque est la troisième place obtenue lors de la saison 1996-1997, devant le FC Lyon mais relativement loin du Champion, le FCF Juvisy, et de son dauphin, le Toulouse OAC.

### Le Saint-Brieuc FF (1999-2004)

#### Une situation périlleuse (1999-2004)
En 1999, une page se tourne. Après 28 ans en son sein, le club quitte l'entreprise Chaffoteaux et Maury et son statut "corpo" et devient le Saint-Brieuc Football Féminin (Saint-Brieuc FF) ; Isabelle Le Boulch, qui continuera de jouer dans l'équipe jusqu'en 2002, remplace l'emblématique Josette André - qui passe à l'intendance - et assume désormais la présidence du club. Cette période voit un développement progressif du Championnat qui commence à se professionnaliser petit à petit ; et alors que les moyens des clubs les plus performants de cette période comme le FC Lyon ou le Montpellier HSC, bénéficiant des structures de clubs masculins et soutenus par de grandes métropoles et des présidents volontaristes comme Louis Nicollin à Montpellier, ne cessent de grandir, le club exclusivement féminin de Saint-Brieuc a bien du mal à suivre le rythme. Cela se traduit dans les résultats sportifs : l'équipe flirte dangereusement avec la zone de relégation, finissant entre 2000 et 2004 à de périlleuses 8e et 9e places. Cette période difficile voit la fin de carrière de nombreuses joueuses importantes dans l'histoire du club, comme Isabelle Le Boulch ou Françoise Jézéquel, et les grands débuts lors de la saison 2000-2001 d'une joueuse emblématique du football féminin français : Camille Abily, qui ne restera dans son club formateur qu'une seule saison. Le club atteint tout de même, pendant cette période, les demi-finales du Challenge de France pour la 1re édition de l'épreuve ; les Briochines s'y inclineront 3 buts à 0, face au FC Lyon.

### Le Stade briochin (2004-2011)

#### Un mariage raté (2004-2005)
En 2004, le club décide, dans l'espoir de profiter de meilleures installations et d'un budget plus important, de rejoindre le club masculin de la ville de Saint-Brieuc, le Stade briochin, en tant que section féminine, et change à nouveau de nom. Le club restera cependant "le petit Poucet" de la Division 1 féminine, avec le plus petit budget (205 000 euros en 2009), ce qui l'oblige notamment, malgré son isolement géographique, à utiliser principalement le minibus plutôt que l'avion lors de ses déplacements. Pour sa première année, cette nouvelle structure se solde par un échec immédiat et une saison cauchemardesque : élimination dès les 1/16e de finale du Challenge de France face à l'ASJ Soyaux, 11e place au Championnat, synonyme de rétrogradation historique en Division 2, avec seulement 3 victoires et la bagatelle de 75 buts encaissés (pour 25 marqués).

#### Le rapide passage en D2 (2005-2006)
Le passage du Stade briochin en Division 2 est de courte durée. L'équipe entraînée par Patricia Giroux, ancienne joueuse du club, finit la phase de poule à la deuxième place de son groupe, ne cédant la première place au FCF Condéen qu'à la différence de buts. Les Bretonnes, qui concèdent le match nul à Condé-sur-Noireau après avoir longtemps mené au score, passeront tout près du titre de Champion lors de la deuxième phase et c'est avec un statut de vice-championnes de Division 2 qu'elles retrouvent finalement l'élite.

#### Une équipe de milieu de tableau (2006-2011)
De retour en Division 1, les Briochines font une excellente saison pour un promu, en obtenant la 6e place du classement final devant le Paris Saint-Germain. Elles atteignent également pour la 2e fois le stade des demi-finales du Challenge de France, en écartant tour à tour le modeste FA Laval de Division d'Honneur, le redoutable FCF Juvisy, 3e du Championnat, et le club de 1re Division, le FCF Hénin-Beaumont, en quarts de finale. La marche des demi-finales sera néanmoins trop haute, le Stade Briochin s'incline 3 buts à 0 à Montpellier.
Entre 2007 et 2010, Sonia Haziraj prend les rênes de l'équipe en tant qu’entraîneur-joueuse. Elle présente un bilan mitigé à la fin de son contrat : deux saisons difficiles où l'équipe passe proche de la relégation - ne se sauvant que de deux petits points lors de la saison 2007-2008 -, une bonne 6e place lors de la saison 2008-2009, une élimination précoce en 1/16e de finale de Coupe de France face à l'ESOFV La Roche-sur-Yon en 2008 et deux quarts de finale en 2009 et 2010. Cette période verra cependant l'éclosion d'Eugénie Le Sommer, future joueuse phare de l'Équipe de France et de l'Olympique lyonnais, qui quitte le Stade briochin à la fin de la saison 2009-2010 en tête du classement des buteuses, avec 19 réalisations en 22 matchs, et en obtenant le titre de "meilleure joueuse de l'année".

### L'En avant de Guingamp (2011 à ~ )

#### Un nouveau départ (2011-2013)

Ancien logo de l'En avant de Guingamp.

Le club s'installe pour les trois saisons suivantes dans le ventre mou du Championnat, changeant deux fois d'entraîneur (Adolphe Ogouyon, puis Olivier Moullac), et ne connait guère de succès sportif durant cette période hormis un quart de finale de Coupe de France perdu à domicile, 3 buts à 1, face au Montpellier HSC. Le point d'orgue de cette période sera extra-sportif : la section féminine du stade briochin est incorporée au club professionnel voisin d'En avant de Guingamp qui souhaite se doter d'une section féminine et bénéficie de moyens intéressants. Le club continuera de disputer la plupart de ses matchs au Stade Fred-Aubert à Saint-Brieuc, mais se rendra à Guingamp pour les matchs importants. Cela se traduira par une augmentation notable du nombre de spectateurs, et notamment une affluence record en 2011 pour un match de championnat : le stade de Roudourou accueillant pour la rencontre face à l'Olympique lyonnais plus de 12 000 personnes.

#### De nouvelles ambitions (2013- ~ )
En 2013, Sarah M'Barek, en provenance du Montpellier HSC, rejoint le club comme entraîneur, et Gilbert Castel obtient la présidence du pôle féminin de l'En avant de Guingamp afin d'en développer la section féminine. Malgré une décevante élimination en Coupe de France face à l'équipe du Mans FC aux tirs-au-but, la première saison du duo est encourageante avec le gain d'une 5e place en Championnat, derrière les 4 immuables premiers : l'Olympique lyonnais, dont c'est le 8e titre d'affilée, l'ambitieux Paris Saint-Germain, et les toujours redoutables FCF Juvisy et Montpellier HSC.
Le club continue d'être réputé pour sa formation (Camille Abily, Eugénie Le Sommer...), dont l'un des symboles les plus récents est la jeune Brestoise Griedge Mbock, au club depuis 5 ans, défenseure en Équipe de France, ballon d'or de la Coupe du monde U17 remportée par la France en 2012 et ballon d'argent de la Coupe du monde U20 en 2014.
Plusieurs des jeunes joueuses de l'Équipe de France des moins de 20 ans ayant terminé sur la 3e marche de la Coupe du monde U20 au Canada font d'ailleurs partie de l'effectif guingampais pour la saison 2014-2015 : Griedge Mbock, Clarisse Le Bihan, Faustine Robert, Margaux Bueno, Marine Dafeur et Aminata Diallo.
Lors de la saison 2019-2020, l'équipe atteint la demi-finale de la coupe de France féminine qu'elle perd (0-1) contre l'Olympique lyonnais.
À l'été 2023, Fred Biancalani quitte le club pour la Fédération française de football et est remplacé par Mathieu Rufié, entraîneur de Rodez depuis 4 ans, qui signe pour une saison (+ une en option).

## Dates clés
- 1971 : création d'une équipe de foot féminin à 7, le Saint-Brieuc Sports Chaffoteaux au sein de l'entreprise Chaffoteaux et Maury basée à Ploufragan
- 1973 : affiliation du club à la Fédération française de football pour participer à un championnat à 11 joueuses
- 1979 : accession à la Division 1 Nationale
- 1987 : accès aux demi-finales du Championnat de D1
- 1988 : 2e demi-finale d'affilée du Championnat de D1 (défaite face au VGA Saint-Maur)
- 1989 : champion de France de D1 (remporté face à l'ASJ Soyaux)
- 1990 : première victoire en Coupe de Bretagne
- 1992 : vice-champion de D1 (Finale perdue face au FCF Juvisy)
- 1995 : 5e Coupe de Bretagne
- 1997 : 3e place en Championnat derrière le FCF Juvisy et le Toulouse OAC
- 1999 : départ de l'entreprise Chaffoteaux, Devient le Saint-Brieuc Football Féminin (Saint-Brieuc FF)
- 2002 : demi-finale du 1er Challenge de France (perdue face au FC Lyon)
- 2004 : absorption du club en tant que section féminine par le Stade briochin
- 2005 : Relégation historique en Division 2 Nationale (D2)
- 2006 : vice-champion de D2 (derrière le FCF Condéen), Remontée immédiate en Division 1 (D1)
- 2007 : 2e demi-finale de Challenge de France (perdue face au Montpellier HSC)
- 2010 : 10e Coupe de Bretagne
- 2011 : incorporation de la section au club d'En avant de Guingamp, 12 000 spectateurs au Stade de Roudourou pour voir le match face à l'Olympique lyonnais
- 2013 : arrivée de Sarah M'Barek au poste d'entraîneur

## Résultats sportifs

### Palmarès
Le palmarès de l'En Avant de Guingamp comprend un championnat de France.
Le tableau suivant liste le palmarès du club actualisé à l'issue de la saison 2013-2014 dans les différentes compétitions officielles aux niveaux national et régional.
| Compétitions nationales | Compétitions régionales                                                  |
| - Championnat de France (1) - Champion : 1989. - Vice-champion : 1992. - Championnat de France de Division 2 - Vice-champion : 2006. - Coupe de France - Demi-finaliste : 2002, 2007. | - Coupe de Bretagne (10) - Vainqueur : 1990, 1992-1995, 1997-2000, 2010. |

### Bilan saison par saison
Le tableau suivant retrace le parcours du club depuis la création du championnat de Division 1 sous le nom de Saint-Brieuc SC avant 1999, puis sous le nom du Saint-Brieuc FF entre 1999 et 2003, de Stade briochin entre 2003 et 2011, et enfin d'EA Guingamp - Saint-Brieuc depuis 2011.
| Édition   | Division 1     | Division 2         | Divisions Régionales | Coupe de France |
| 1974-1975 | -              |                    | ...                  |                 |
| 1975-1976 | -              | ...                |                      |                 |
| 1976-1977 | …              | -                  |                      |                 |
| 1977-1978 | …              | -                  |                      |                 |
| 1978-1979 | …              | -                  |                      |                 |
| 1979-1980 | …              | -                  |                      |                 |
| 1980-1981 | Premier Tour   | -                  |                      |                 |
| 1981-1982 | Premier Tour   | -                  |                      |                 |
| 1982-1983 | 3e (Gr. D)     | -                  | -                    |                 |
| 1983-1984 | 3e (Gr. B)     | -                  | -                    |                 |
| 1984-1985 | 3e (Gr. A)     | -                  | -                    |                 |
| 1985-1986 | 2e (Gr. D)     | -                  | -                    |                 |
| 1986-1987 | Demi-finaliste |                    | -                    |                 |
| 1987-1988 | Demi-finaliste | -                  |                      |                 |
| 1988-1989 | Champion       | -                  |                      |                 |
| 1989-1990 | 1/4 de finale  | -                  |                      |                 |
| 1990-1991 | 1/4 de finale  | -                  |                      |                 |
| 1991-1992 | Finaliste      | -                  |                      |                 |
| 1992-1993 | 8e             | -                  | -                    |                 |
| 1993-1994 | 7e             | -                  | -                    |                 |
| 1994-1995 | 4e             | -                  | -                    |                 |
| 1995-1996 | 4e             | -                  | -                    |                 |
| 1996-1997 | 3e             | -                  | -                    |                 |
| 1997-1998 | 5e             | -                  | -                    |                 |
| 1998-1999 | 4e             | -                  | -                    |                 |
| 1999-2000 | 5e             | -                  | -                    |                 |
| 2000-2001 | 9e             | -                  | -                    |                 |
| 2001-2002 | 8e             | -                  | -                    | Demi-finaliste  |
| 2002-2003 | 8e             | -                  | -                    | 1/8e de finale  |
| 2003-2004 | 9e             | -                  | -                    | 1/8e de finale  |
| 2004-2005 | 11e            | -                  | -                    | 1/16e de finale |
| 2005-2006 | -              | 2e 2e (Tour Final) | -                    | 1/16e de finale |
| 2006-2007 | 6e             | -                  | -                    | Demi-finaliste  |
| 2007-2008 | 10e            | -                  | -                    | 1/16e de finale |
| 2008-2009 | 6e             | -                  | -                    | 1/4 de finale   |
| 2009-2010 | 9e             | -                  | -                    | 1/4 de finale   |
| 2010-2011 | 8e             | -                  | -                    | 1/32e de finale |
| 2011-2012 | 6e             | -                  | -                    | 1/32e de finale |
| 2012-2013 | 7e             | -                  | -                    | 1/4 de finale   |
| 2013-2014 | 5e             | -                  | -                    | 1/32e de finale |
| 2014-2015 | 5e             | -                  | -                    | 1/4 de finale   |
| 2015-2016 | 5e             | -                  | -                    | 1/4 de finale   |
| 2016-2017 | 8e             | -                  | -                    | 1/8 de finale   |
| 2017-2018 | 10e            | -                  | -                    | 1/8 de finale   |
| 2018-2019 | 7e             | -                  | -                    | 1/8 de finale   |
| 2019-2020 | 6e             | -                  | -                    | Demi-finaliste  |
| 2020-2021 | 5e             | -                  | -                    | Arrêtée         |
| 2021-2022 | 8e             | -                  | -                    | 1/16e de finale |
| 2022-2023 | 8e             | -                  | -                    | 1/8 de finale   |
| 2023-2024 | 10e            | -                  | -                    | 1/16e de finale |
| 2024-2025 | 12e            | -                  | -                    | 1/16e de finale |

## Personnages emblématiques du club

### Présidents
- Josette André (1981-1999)
- Isabelle Le Boulch (1999-2009)
- Michel Gland (2009-2011)
- Bertrand Desplat (2011-2020)
  -  Gilbert Castel (président délégué de la section féminine, 2013-2017)
- Frédéric Legrand (depuis 2020)
  -  Gilbert Castel (référent de la section féminine, depuis 2020)
  -  Franck Jézéquel (référent de la section féminine, depuis 2020)[20]

### Entraîneurs
- Josette André (?-1986)
- Yvan Le Quéré (lors du titre de 1989 et au début des années 2000)
- Samuel Aubry
- Denis Goavec (1998)
- Stéphane Lucas (?-2005)
- Patricia Giroux (2005-2007)
- Sonia Haziraj (2007-2010)
- Adolphe Ogouyon (2010-2012)
- Olivier Moullac (2012-2013)
- Sarah M'Barek (2013-2018)
- Frédéric Biancalani (2018-2023)
- Mathieu Rufié (depuis 2023)

### Joueuses emblématiques
- Camille Abily (Internationale française emblématique, 1 saison au Saint-Brieuc FF qui l'a formée)
- Josette André (créatrice du club et joueuse pendant 13 ans, entraîneur, présidente, aujourd'hui intendante)
- Ghislaine Baron (Championne de France en 1989, défenseure internationale française formée au club, 4 saisons au Saint-Brieuc SC)
- Elisabeth Bougeard-Tournon (au club pendant 12 ans, puis à la FFF)
- Audrey Février (10e saison au club qui l'a formée, présente depuis la saison en D2, capitaine, internationale française junior)
- Anne Gouëzel (Championne de France en 1989, gardienne internationale française, 14 saisons au club)
- Françoise Jézéquel (Championne de France en 1989, internationale française, joueuse phare de l'équipe jusqu'à sa retraite sportive en 2002)
- Isabelle Le Boulch (Championne de France en 1989, présidente-joueuse, internationale française, raccroche les crampons de l'équipe A en 2002, présidente, puis vice-présidente jusqu'en 2010)
- Eugénie Le Sommer (Internationale française, meilleure buteuse et meilleure joueuse du Championnat 2009-2010 avec le Stade briochin, 3 saisons au club)
- Griedge Mbock (5e saison au club qui l'a formée, internationale française, récompenses individuelles lors des Coupes du monde U17/U20)
- Desire Oparanozie (internationale nigériane, 6 saisons au club)